# Seznam egiptologov
Seznam egiptologov.

## A
- James P. Allen

## B
- John Baines
- Jürgen von Beckerath
- Manfred Bietak
- Bob Brier
- Betsy Bryan

## C
- Howard Carter
- Jean-François Champollion

## G
- Patricia Blackwell Gary
- Vladimir Semjonovič Goleniščev

## H
- Zahi Hawass
- Erik Hornung

## J
- Christian Jacq

## K
- Werner Kaiser
- Naguib Kanawati
- Barry Kemp
- Kenneth Kitchen
- Jurij Valentinovič Knorozov

## L
- Anton Lavrin

- Mark Lehner
- Antonio Loprieno

## O
- Boyo Ockinga
- David O'Connor

## R
- Donald B. Redford

## V
- Miroslav Verner

## W
- Kent R. Weeks
- Richard H. Wilkinson

## Z
- Omar Zhudi